# Horace Wilkinson Bridge
Le Horace Wilkinson Bridge est un pont cantilever permettant à l’Interstate 10 de franchir le fleuve Mississippi, de Port Allen, Paroisse de Bâton-Rouge Ouest à Bâton-Rouge, en Louisiane. 
C'est le seul endroit où l'Interstate 10 traverse le Mississippi en Louisiane. Dans l’aire métropolitaine de Bâton-Rouge, le pont est plus communément appelé « New Bridge» parce qu'il est le plus récent des deux ponts qui traversent le fleuve à Baton Rouge. 

## Descriptif
Le Horace Wilkinson Bridge a une longueur totale de 1 387 m avec une portée principale de 376 m. Il est le plus haut pont sur le fleuve Mississippi.
Localement, cet ouvrage est tristement célèbre pour les accidents de la circulation quotidiens qui s’y produisent en raison du volume élevé de véhicules qui l’empruntent et de la nature des accès à partir de l'autoroute 1, sur la rive ouest, et de la rue Saint-Ferdinand, en centre-ville, sur la rive est. 

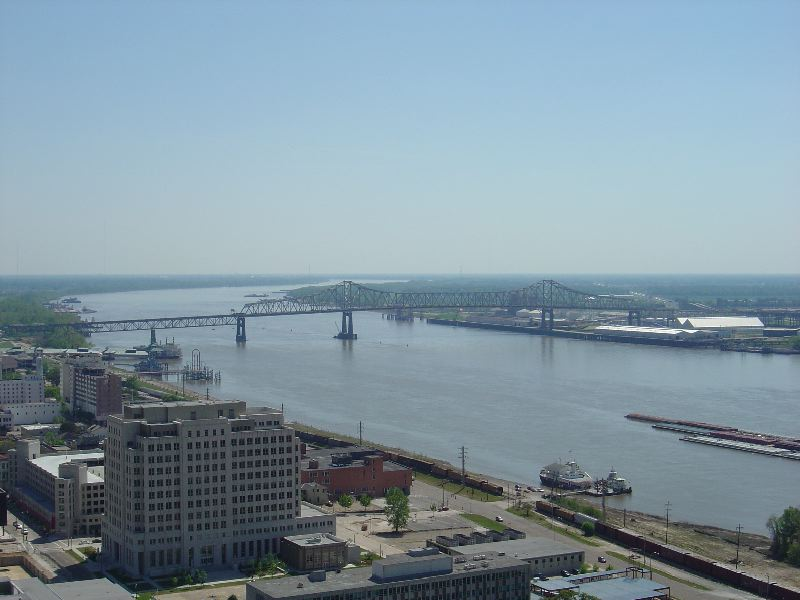
Vue aérienne du pont prise du haut du Capitole de Louisiane
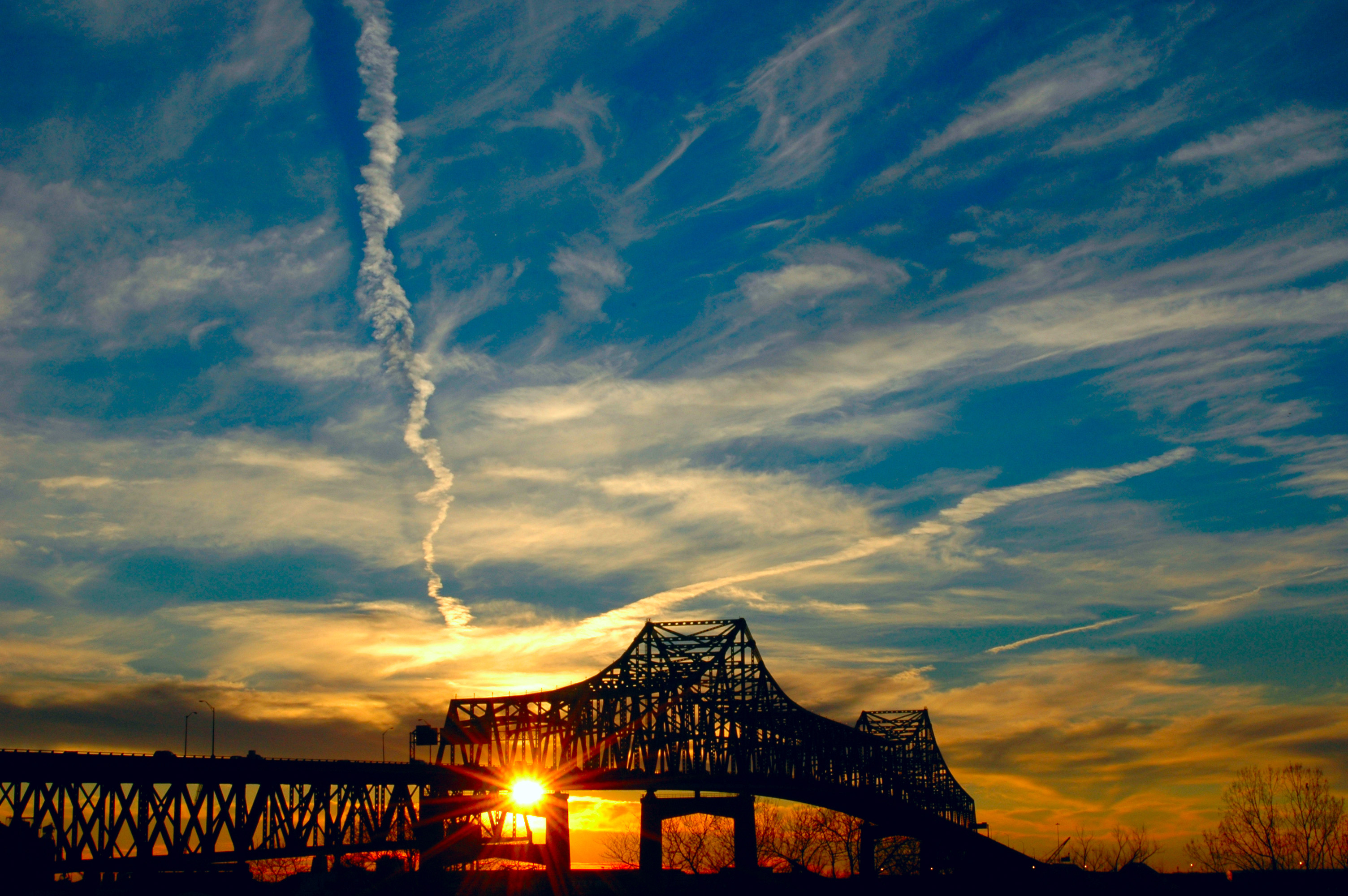
Coucher de soleil
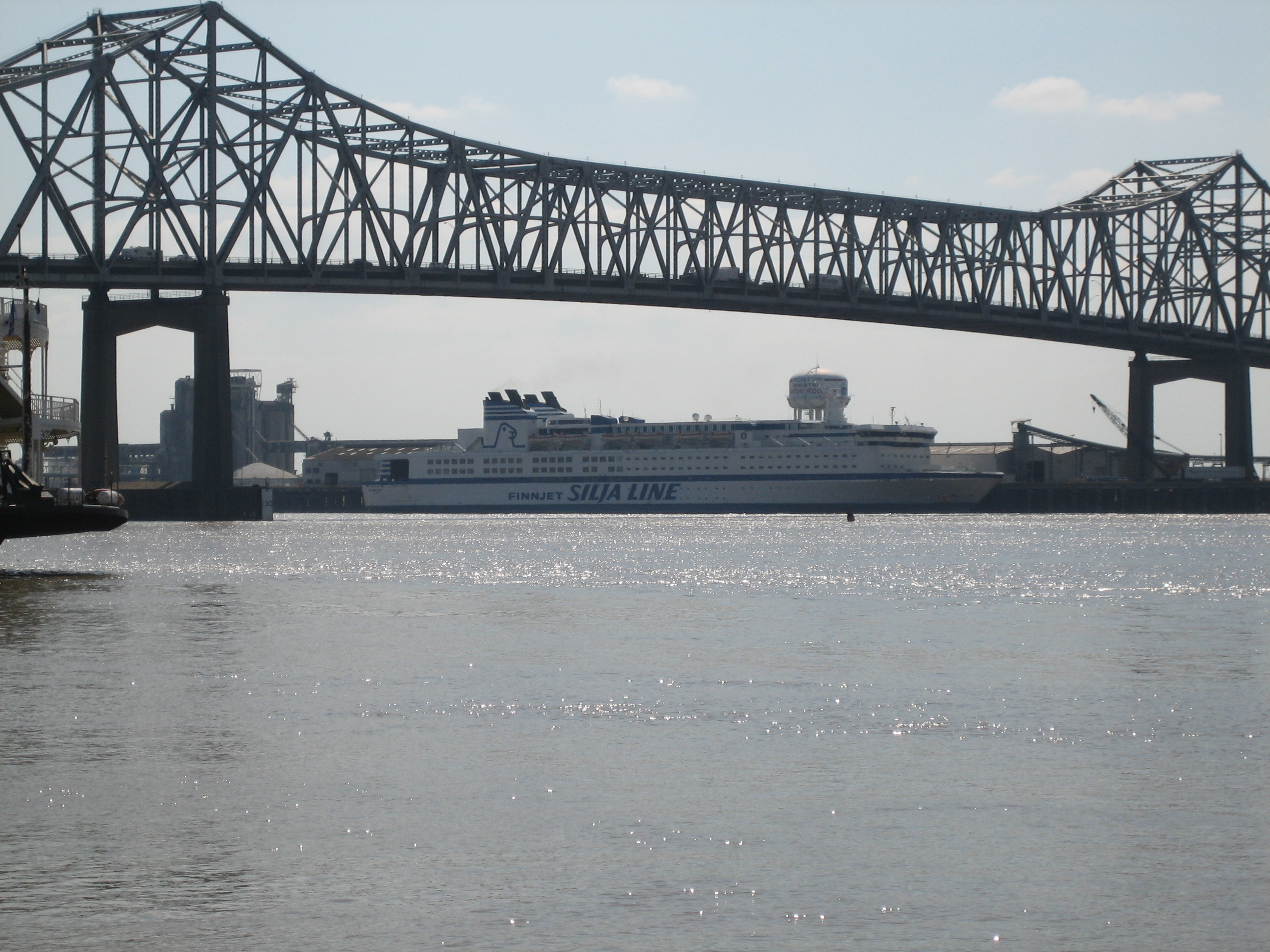
Le ferry Finnjet traversant le pont
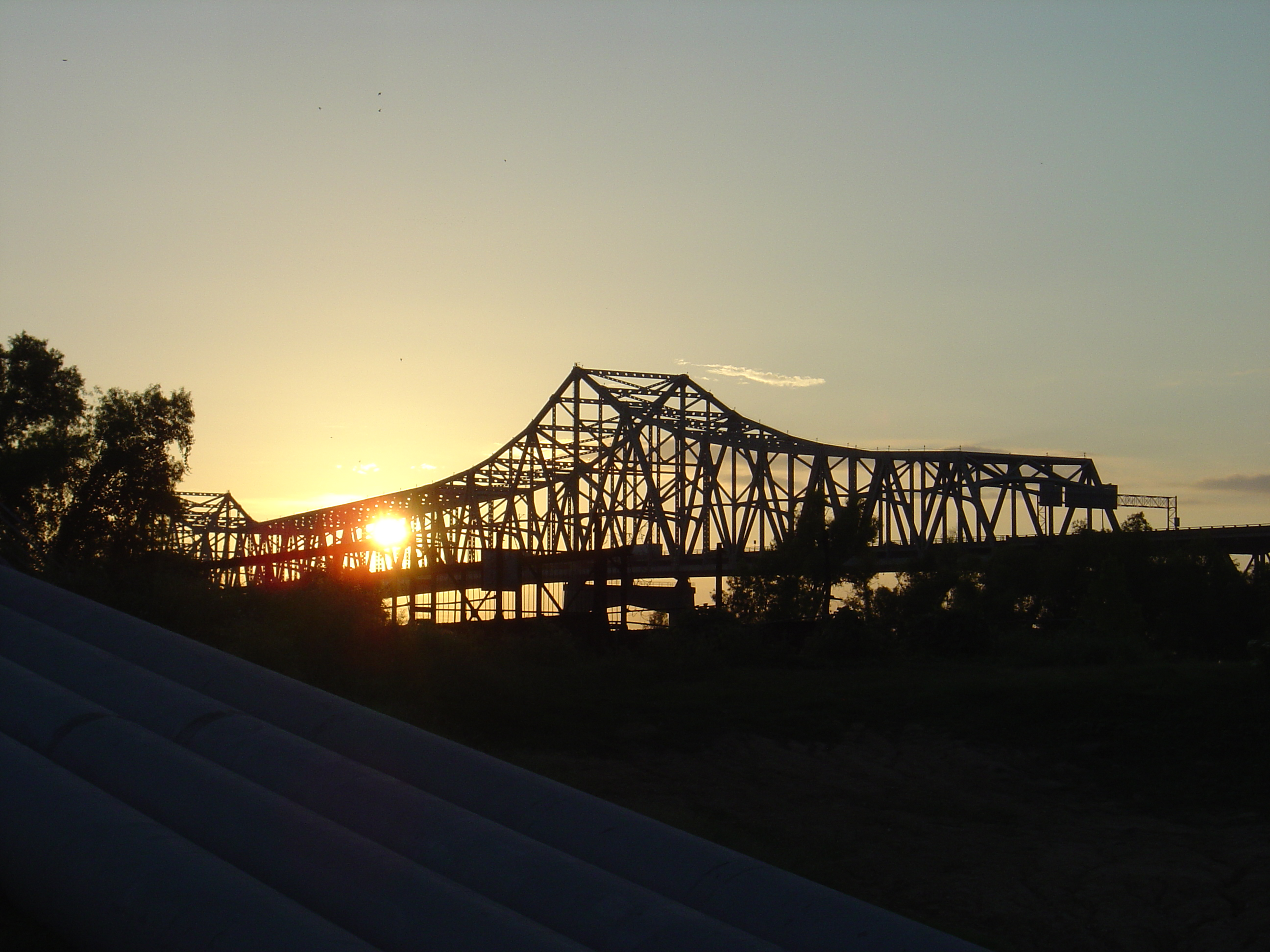
Coucher de soleil